# Captain Boomerang
Pour les articles homonymes, voir Boomerang (homonymie).
Ne doit pas être confondu avec Boomerang (comics).
Captain Boomerang est le nom de code de deux super-vilains de l'univers de DC Comics. Créé par le scénariste John Broome et le dessinateur Carmine Infantino, le premier Captain Boomerang, George "Digger" Harkness, apparaît pour la première fois dans le comic book Flash #117 de décembre 1960.
Créé par le scénariste Brad Meltzer et le dessinateur Rags Morales, le second Captain Boomerang, Owen Mercer, apparaît pour la première fois dans le comic book Identity Crisis #3 d'octobre 2004. Ces deux personnages de fiction sont principalement des adversaires du super-héros Flash et possèdent un lien de parenté : George Harkness est le père d'Owen Mercer. Il l'avait abandonné dans sa jeunesse et c'est uniquement lorsqu'il se fait vieux qu'il décide de retrouver son fils et de le former.

## Biographie fictive

### George Harkness
George « Digger » Harkness est le fils illégitime d'un soldat américain, W. W. Wiggins, et d'une australienne mariée, Betty Harkness. George est élevé dans la pauvreté à Korumburra, une petite ville australienne de l'État de Victoria, avec sa mère et le mari de celle-ci, Ian. Il se découvre très vite des aptitudes au maniement des boomerangs, qu'il utilise ensuite comme des armes.
À l'âge adulte, George est recruté par la firme de jouets Wiggins pour être sa nouvelle mascotte et faire la promotion du tout nouveau Wiggins boomerang. M. Wiggins lui fournit alors son costume. George ignore que Wiggins est son père biologique. Sous le nom de Captain Boomerang, George se produit lors d'exhibitions publiques au cours desquelles il démontre tout son talent pour les boomerangs. Cependant, il a secrètement programmé ses boomerangs pour qu'ils commettent des vols sous les yeux naïfs du public. Il est cependant démasqué par Flash qui s'aperçoit que de nombreux vols ont lieu dans chaque ville où George est passé. Il est alors capturé puis livré aux autorités.
Pour « effacer » son passé criminel, Amanda Waller lui propose d'intégrer la Suicide Squad et de participer à une mission très difficile : affronter une créature envoyée par Darkseid. Durant l'opération, on lui fixe une charge explosive sur le poignet au cas où il trahirait l'escadron. À cette époque, George a repris le costume et l'équipement du premier Maître des Miroirs. Une fois le contrat rempli, il s'enfuit et reprend sa « carrière » criminelle. Mais ses anciens collègues criminels le méprisent à cause de son implication dans la Suicide Squad. Sa seule consolation, alors qu'il n'enchaîne que de petits larcins sans intérêt, est d'apprendre qu'il a un fils, Owen. Cependant, George n'a pas le courage de l'aborder. Ce sera finalement son fils qui découvre qui il est et entre en contact avec lui.
George entraine alors son fils et est très fier de lui car il fait preuve des mêmes dispositions que lui avec les boomerangs. Dans Identity Crisis, La Calculette engage alors George pour éliminer Jack, le père de Tim Drake. Il ne sait pas qu'il est manipulé par Jean Loring (la femme de Ray Palmer, le 2e Atom), qui fait livrer un pistolet chez les Drake. George et Jack Drake s'entretuent. Owen, opposé à la manière dont son père est traité, décide de reprendre le flambeau de Captain Boomerang. Abandonné par les ex-camarades de son père, il se rachète une conduite en rejoignant les Outsiders.
Dans Blackest Night, George est temporairement ressuscité et intégré au Black Lantern Corps.

#### Pouvoirs, capacités et équipement
George est un expert dans le maniement des boomerangs, qu'il peut rattraper sans aucun mal. Il possède notamment :
- un électro boomerang pouvant émettre une tension maximum de 5000 volts et des étincelles tout autour de la cible
- des boomerangs explosifs
- des boomerangs à gaz
- des boomerangs aiguisés comme des rasoirs
- des boomerangs à vibrations sonores
- des boomerangs avec ordinateurs intégrés pour poursuivre une cible précise

En tant que second Maître des Miroirs, il disposait également de l'équipement suivant :
- un pistolet-miroir qui émet une lumière sur différentes fréquences
- un miroir dorsal qui lui permet de voler grâce à la lumière solaire
- d'autres miroirs qui créent des hologrammes solides, qui hypnotisent, qui transforment la matière en verre et un miroir permettant d'accéder à une « dimension-miroir » où il peut aussi emprisonner ses ennemis et avec laquelle il peut se téléporter dans d'autres lieux ou d'autres temps

Lorsqu'il est ressuscité dans Blackest Night, il obtient un anneau de Black Lantern. Il lui permet de voler, d'émettre des rafales d'énergie noire, d'élaborer des constructions obscures, de régénérer son corps et de percevoir le spectre émotionnel de ses adversaires.

### Owen Mercer
Owen Mercer est le fils de George Harkness, le premier Captain Boomerang, et de Meloni Thawne, la mère de Bart Allen. Owen découvre l'existence de son père tardivement.
George entraine son fils qui possède les mêmes talents que lui au maniement des boomerangs. George Harkness accepte un contrat de la Calculette ; il doit assassiner Jack Drake, le père de Tim Drake, le 3e Robin. Mais George tombe dans un piège et est tué. Anéanti par la mort de son père, Owen veut se venger et reprend le costume de Captain Boomerang. Captain Cold le recrute au sein des Lascars (Rogues en V.O.). Captain Cold est assez protecteur avec lui.
Owen participe à la bataille contre les anciens Lascars du Projet, lorsque le corps de son père est volé. Il rejoint la nouvelle Société Secrète des Super-Vilains lors d’Identity Crisis. Il est chargé avec Cold et le 3e Maître des Miroirs III de bloquer les Outsiders. À la suite d'une explosion, Owen est sauvé par les Outsiders, alors que ses collègues l'avaient abandonné.
Lors de 52, il intègre, comme son père jadis, la Suicide Squad. Amanda Waller l'envoie attaquer Black Adam.
Dans One Year Later, Owen est incarcéré à Iron Heights, dans la même cellule que Jefferson Pierce (alias Black Lightning), emprisonné pour un meurtre commis en réalité par Deathstroke. Les Outsiders apprennent que l'identité secrète d'Owen a été découverte par les autres détenus qui projetèrent donc de le tuer. L'équipe décide donc le faire évader. Pierce leur demande de le prendre avec eux, ce qu'ils acceptent à contrecœur. Cependant, leur appareil, le Pequod, est abattu. Reconnaissant envers les Outsiders, Owen se joint à eux. L'équipe est alors dans la clandestinité. Owen se rapprocha de Katana alors que ses rapports avec Nightwing, qui n'apprécie pas trop son arrogance, sont assez tendus. Grayson accepte sa présence à cause d'Arsenal, qui croit en sa valeur.
Les Outsiders sont ensuite capturés par le Cerveau et Monsieur Mallah, alors qu'ils enquêtaient sur le clonage de super-héros. Le gorille Mallah apprend à Owen qu'il possède un gène méta-humain, ce qui explique ses « crises » de super-vitesse. 
Tim Drake, le 3e Robin, a aussi des problèmes avec Owen car il pense qu'il veut « terminer le travail » de son père, qui avait tué son père Jack. Owen lui prouve sa bonne foi en l'aidant notamment à détruire une bombe du Joker. Robin lui montre alors du respect mais ne sent pas encore prêt à lui serrer la main. Il se rapproche ensuite de Kara Zor-El (Supergirl), qui le surnomme affectueusement Boomer. Owen aimerait devenir son petit ami mais cela ne se fait pas. Il se sent rejeté par Kara à cause de la relation avec le 3e Power Boy. Il se rend dans un bar et y rencontre Cassandra Cain (4e Batgirl). Elle kidnappe alors Owen pour attirer Supergirl dans un piège. Kara manque d'être tuée par Cassandra Cain, qui avait de la poussière de kryptonite et des sabres émettant une lumière solaire rouge. Kara va ensuite à l'hôpital pour voir Owen et lui fait ses excuses. Leur relation est alors clarifiée. Owen avoue qu'il aura toujours un faible pour elle.
Plus tard, lorsque Batman reprend en main les Outsiders, Owen préfère retourner dans la Suicide Squad. Dans In All Flash # 1, il capture notamment le Flûtiste et Heat Wave, deux des Lascars responsables de la mort de son demi-frère, Bart Allen.
Dans Blackest Night, alors qu'il va se recueillir sur la tombe de son père, un anneau de pouvoir noir le ressuscite.

#### Pouvoirs, capacités et équipement
Owen Mercer possède une vitesse et des réflexes hors-norme. Cependant, sa vitesse n'égale pas celle des Flash, car elle ne se manifeste qu'involontairement, souvent pour rattraper un boomerang. Il ne peut atteindre « que » la vitesse du son.
Comme son père, il possède de nombreux boomerangs, cachés sous son costume. Ils ont chacun des propriétés spéciales et sont faits d'un métal très solide. Owen peut les rattraper sans aucun mal, tant sa maîtrise en élevée. Il y a par exemple :
- un électro-boomerang qui peut lancer jusqu'à 5000 volts et des étincelles tout autour de la cible
- des boomerangs explosifs qui explosent en touchant leur cible
- des boomerangs remplis de gaz
- des boomerangs tranchants
- des boomerangs soniques qui provoquent des vibrations sonores
- des boomerangs capables de suivre une cible désignée
- des boomerangs géants

## Apparitions dans d'autres médias

### Télévision
Dans l'épisode 13 de la saison 9 de Smallville en 2010, Chloe Sullivan reçoit un message de  Green Arrow à propos d'un « cinglé avec des boomerangs ».
En 2014, George "Digger" Harkness apparaît dans les épisodes 7 et 8 de la saison 3 de la série télévisée Arrow, il est interprété par Nick E. Tarabay.

#### Séries d'animations
En 2003, dans l'épisode Éclipse de la série d'animation La Ligue des justiciers, un acteur portant le costume de Captain Boomerang est visible dans une publicité aux côtés de Flash. Dans la suite de cette série, La Nouvelle Ligue des justiciers (Justice League Unlimited), le personnage apparait dans deux épisodes, doublé en anglais par Donal Gibson. Il y est présenté comme un membre de la Task Force X menée par Rick Flag.
En 2011, il est présent dans un épisode de la série d'animation Batman : L'Alliance des héros avec la voix de John DiMaggio. 
En 2019, il apparaît dans la saison 3 de La Ligue des justiciers : Nouvelle Génération, en tant que membre de la Task Force X.

### Films

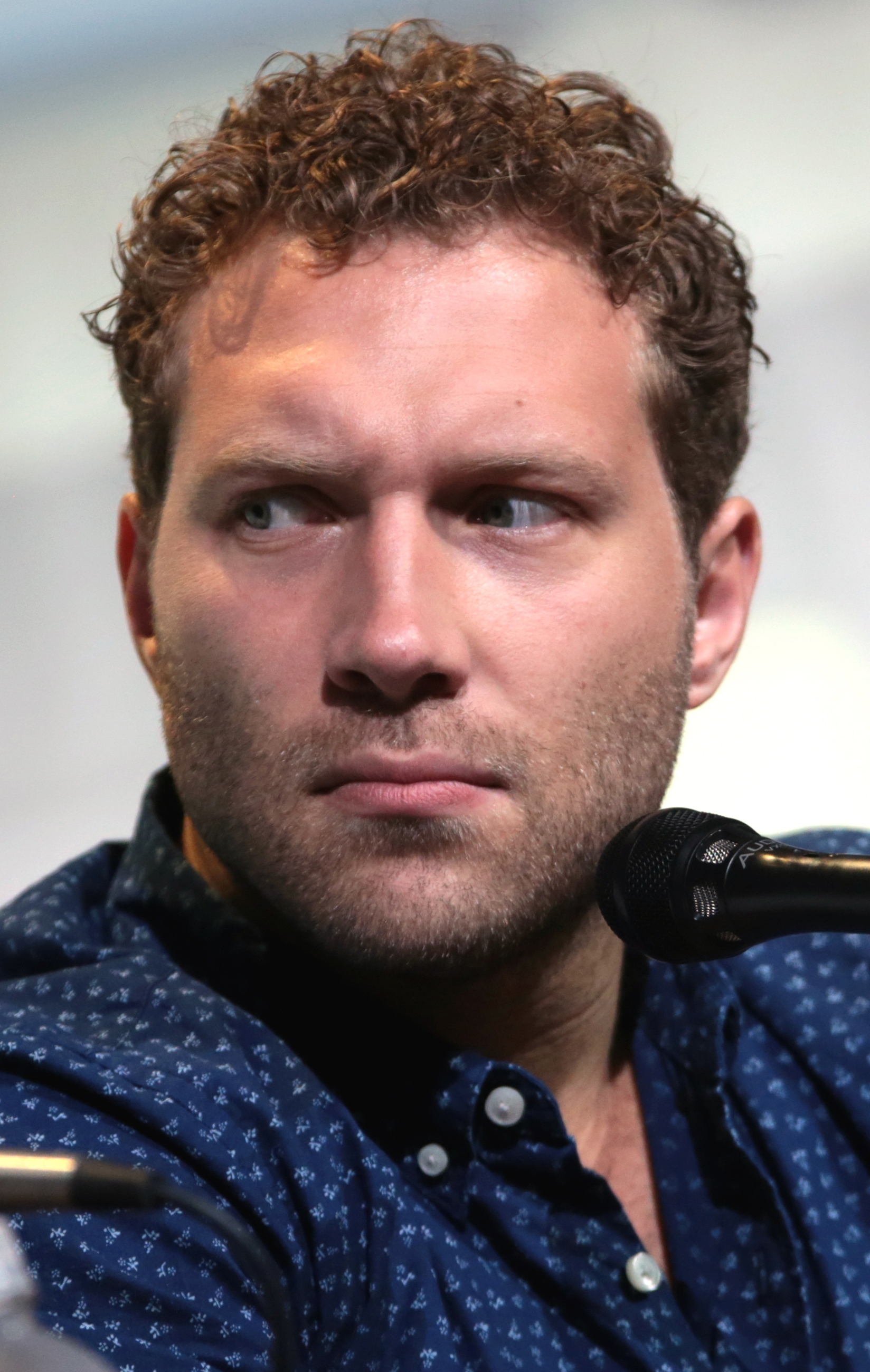
Jai Courtney interprète de Captain Boomerang.

Il est incarné par Jai Courtney dans Suicide Squad (2016) et The Suicide Squad (2021). Il fait aussi une petite apparition dans le film The Flash (2023). 

#### Films d'animation
- La Ligue des justiciers : Le Paradoxe Flashpoint (Jay Oliva, 2013) avec James Patrick Stuart (VF : Jean-Claude Donda)
- Lego Batman, le film : Unité des super héros (Jon Burton, 2013) (caméo)
- Batman : Assaut sur Arkham (Jay Oliva et Ethan Spaulding, 2014) avec Greg Ellis (VF : Jean-François Vlérick)
- Lego Batman, le film (Chris McKay, 2017)
- Lego DC Comics Super Heroes: The Flash (2018) avec Dee Bradley Baker (VF : Frédéric Souterelle)[8]
- Suicide Squad : Le Prix de l'enfer (Sam Liu, 2018) avec Liam McIntyre (VF : Frédéric Souterelle)
- Justice League Dark: Apokolips War (Matt Peters et Christina Sotta, 2020) avec Liam McIntyre (VF : Frédéric Souterelle)

### Jeux vidéo
Captain Boomerang est présent dans les jeux vidéo DC Universe Online et Lego Batman 2: DC Super Heroes, sera présent dans le jeu de 2022 Suicide Squad: Kill the Justice League, comme personnage principal du jeu, avec Harley Quinn, Deadshot, et King Shark.

### Autre
La version Owen Mercer a également été adapté en figure articulée.